# L'agente di Bisanzio
L'agente di Bisanzio (Agent of Byzantium), pubblicato inizialmente con il titolo L'impero dei misteri e in seguito come Basil Argyros - Agente dell'impero di Bisanzio, è una antologia di racconti ucronici scritti da Harry Turtledove. Nel testo, Maometto non ha fondato una nuova religione ma si è convertito al cristianesimo e, di conseguenza, l'impero bizantino non ha mai subito l'invasione da parte degli arabi.

## Trama

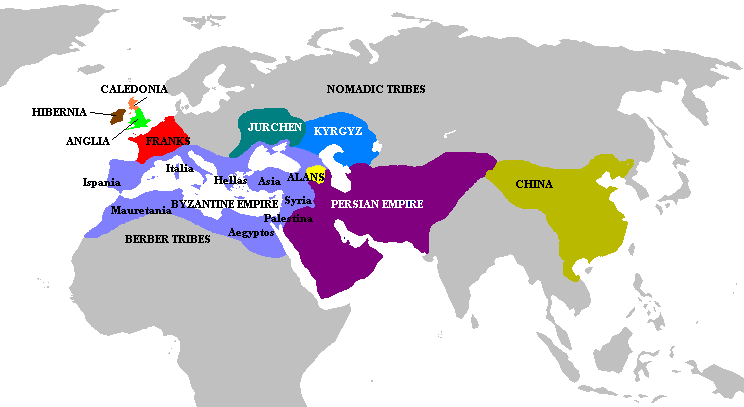
L'irreale carta geopolitica in cui è ambientato il libro.

Il protagonista Basil Argyros è un magistrianos dell'Impero Bizantino, una via di mezzo tra un burocrate, un poliziotto e un agente segreto che, nel corso delle sue missioni, inventa o acquisisce numerose invenzioni altrui, quali il cannocchiale o la polvere da sparo, destinate a mutare la faccia del futuro dell'Impero Bizantino alternativo in cui la serie è ambientata.

## Edizioni
- L'impero dei misteri (1987, collana Guerrieri Stellari n°2, ed. Peruzzo, trad. Paola Moraghi)
- L'agente di Bisanzio (1996, collana Narrativa Nord n°68, ed. Nord, trad. Viviana Viviani)
- Basil Argyros - Agente dell'impero di Bisanzio (2006, collana Odissea Fantasy n°2, ed. Delosbooks, trad. Viviana Viviani)